# Erich Godal
Erich Godal, také Eric Godal, vlastním jménem Eric Jakob Josef Goldbaum (15. ledna 1899 Berlín – 2. září 1969 Hamburk) byl německý malíř, karikaturista a ilustrátor.

## Život
Eric Goldbaum se narodil v Berlíně v německé rodině s židovskými kořeny, byl synem vedoucího bankovního úředníka. Otec zemřel v roce 1934. Matka se pokusila v roce 1939 uprchnout před nacisty z Evropy s lodí St. Louis, ale z Belgie se kvůli nešťastné náhodě nedostala a stala obětí holocaustu. V Berlíně navštěvoval Eric Goldbaum střední školu a po maturitě studoval malbu, scénografii a sochařství na Škole užitého umění v Berlíně-Charlottenburgu v ateliéru Rudolfa Alberta Becker-Heyera, Harolda Bengena, Teo Otta a Ernsta Sterna. Godal začínal svoji profesionální dráhu ilustrátora v roce 1919 malováním plakátů a kreslením pro fantasy a sci-fi časopis  Der Orchideengarten. V roce 1920 vydal v Berlíně portfolio Revolution v „Družstvu pro proletářské umění“. Posléze našel zaměstnání jako tiskový zpravodaj pro soudní jednání a byl dlouholetým grafickým asistentem pro Berliner 8 Uhr-Abendblatt a pracoval také pro mnichovský satirický týdeník Simplicissimus. Živil se kromě jiného jako scénograf, maloval dekorace pro němé filmy např. Dvě černé lucerny (1921) a Elixíry ďábla (1922) od Adolfa Abtera. Pro německou Sociální demokracii vytvářel volební plakáty. V roce 1927 byl výtvarníkem berlínského filmu Co není v Baedekerovi scenáristy Eugena Szatmariho. Godal byl osobním přítelem skladatele Wernera Richarda Heymanna a spisovatele Waltera Mehringa .
Po nacifikaci Německa uprchl 26. února 1933 do Prahy. Tam kreslil pro různé emigrantské časopisy, jako byl například Prager Mittag , Deutsche Freiheit im Saarland, Arbeiter Illustrierte Zeitung a Simpl. V Praze se hojně podílel na antifašistických kulturních aktivitách. Zúčastnil se Mezinárodní výstavy karikatury a humoru v Mánesu (SVU Mánes). V Praze také ilustroval knihu Kladivo na čarodějnice, popisující středověkou historii mučení. V reakci na Noc dlouhých nožů a vyvraždění vedení SA vytvořil karikaturu zastřeleného Ernsta Röhma a jeho milence. V roce 1935 emigroval do USA. V New Yorku založil s Franzem Hölleringem exilové noviny Star, pro které vytvářel politické karikatury a současně pracoval pro židovské exilové noviny Aufbau a Collier's Magazine. V USA vytvořil také řadu plakátů, které měli varovat Američany před fašistickou propagandou. V roce 2020 tuto jeho protifašistickou kampaň aktualizoval kreslíř Chris Piascik. V USA ilustroval dětské knihy Roselle Rossové. Dostal pedagogickou pozici na New School of Social Research v New Yorku.
Kvůli mccarthismu se vrátil do Německa v roce 1954 a přispíval pro Hamburger Abendblatt a Illustrierte Constanze. Dostával i objednávky na knižní ilustrace. Jeho autobiografie No Dishwasher Talent byla vydána posmrtně.